# Calospila fannia
Calospila fannia is een vlindersoort uit de familie van de prachtvlinders (Riodinidae), onderfamilie Riodininae.
Calospila fannia werd in 1903 beschreven door Godman.